# Serranía Baja
La Serranía Baja de Cuenca es una comarca o subcomarca de la provincia de Cuenca, situada al sureste de la capital. Está formada por un total de 33 municipios. 
La componen: Landete, Talayuelas, Cañete, Mira, Carboneras de Guadazaón, Aliaguilla, Cardenete, Chillarón de Cuenca, Salvacañete, Cañada del Hoyo, Villar del Humo, Santa Cruz de Moya, Moya, Henarejos, Víllora, Arguisuelas, Boniches, Fuentelespino de Moya, Alcalá de la Vega, Tejadillos, Campillos-Paravientos, Reíllo, Garaballa, Graja de Campalbo, Pajarón, Salinas del Manzano, Pajaroncillo, Huérguina, San Martín de Boniches, Narboneta, Campillos-Sierra, Casas de Garcimolina, Yémeda y Algarra.
Se conoce como una subcomarca, pues se la incluye dentro de la comarca administrativamente denominada por la Diputación provincial como Serranía Media-Campichuelo y Serranía Baja. No obstante, los municipios de la Serranía Baja se agrupan en torno a la figura jurídica de la mancomunidad para la gestión conjunta de servicios, como, por ejemplo, el de la recogida de basuras.
Cabe destacar que buena parte de dichos municipios pertenecieron al antiguo Marquesado de Moya, que estuvo formado, según el censo de 1787, por 34 pueblos y caseríos. Todos ellos formaron una unidad jurisdiccional, administrativa y eclesiástica hasta principios del siglo XIX, con una extensión aproximada de 2700 kilómetros cuadrados.

## Población de los municipios de la Serranía Baja
|     | Municipio               | Población (INE 2020) | Superficie (km²) | Densidad (hab/km²) |
| --- | ----------------------- | -------------------- | ---------------- | ------------------ |
| 1.  | Landete                 | 1.249                | 79,34            | 17,32              |
| 2.  | Mira                    | 886                  | 212,86           | 4,11               |
| 3.  | Talayuelas              | 864                  | 106,59           | 9,83               |
| 4.  | Carboneras de Guadazaón | 795                  | 100,65           | 8,53               |
| 5.  | Cañete                  | 764                  | 86,96            | 10,89              |
| 6.  | Aliaguilla              | 638                  | 103,80           | 7,62               |
| 7.  | Cardenete               | 486                  | 97,51            | 6,39               |
| 8.  | Salvacañete             | 305                  | 120,28           | 2,69               |
| 9.  | Cañada del Hoyo         | 232                  | 90,37            | 3,45               |
| 10. | Santa Cruz de Moya      | 207                  | 110,75           | 2,62               |
| 11. | Villar del Humo         | 191                  | 150              | 1,99               |
| 12. | Boniches                | 139                  | 53,02            | 2,94               |
| 13. | Arguisuelas             | 136                  | 49,60            | 3,34               |
| 14. | Moya                    | 136                  | 95               | 2,25               |
| 15. | Henarejos               | 134                  | 145,90           | 1,41               |
| 16. | Reíllo                  | 116                  | 81,81            | 1,53               |
| 17. | Tejadillos              | 115                  | 63,28            | 2,21               |
| 18. | Víllora                 | 109                  | 68,88            | 2,57               |
| 19. | Fuentelespino de Moya   | 104                  | 65,72            | 2,33               |
| 20. | Campillos-Paravientos   | 104                  | 54,34            | 2,34               |
| 21. | Graja de Campalbo       | 91                   | 22,30            | 5,07               |
| 22. | Alcalá de la Vega       | 90                   | 69,25            | 2,18               |
| 23. | Garaballa               | 55                   | 71,88            | 1,63               |
| 24. | Pajarón                 | 79                   | 52,61            | 1,92               |
| 25. | Salinas del Manzano     | 65                   | 33,65            | 3,00               |
| 26. | Pajaroncillo            | 63                   | 56,91            | 1,32               |
| 27. | Huérguina               | 51                   | 28,01            | 2,43               |
| 28. | San Martín de Boniches  | 42                   | 69,77            | 0,97               |
| 29. | Narboneta               | 38                   | 34,85            | 1,92               |
| 30. | Campillos-Sierra        | 38                   | 38,03            | 1,53               |
| 31. | Casas de Garcimolina    | 29                   | 38,69            | 0,80               |
| 32. | Algarra                 | 24                   | 41,40            | 0,63               |
| 33. | Yémeda                  | 18                   | 29,08            | 1,03               |
|     | TOTAL                   | 10.203               | 2.484,4          | 4,10               |

## Servicios
La comarca al estar fuertemente despoblada (aunque tiene una situación demográfica mucho mejor que la Serranía Alta y Media) tiende a unificar servicios en las localidades de mayor población, en este caso Landete, Talayuelas y Cañete son los municipios que agrupan más servicios. También debido a la despoblación no todos los municipios pueden tener colegio, ya que varios de estos pueblos ni siquiera tienen niños. Encontramos CEIP en las localidades de Landete (CEIP Ojos de Moya) y Talayuelas (CEIP Almonacid). También hay escuelas rurales en las localidades de: Cañete, Salvacañete y Tejadillos que pertenece al CRA Alto Cabriel; Aliaguilla y Mira que pertenecen al CRA Fuente Vieja; Arguisuelas, Cañada del Hoyo, Carboneras de Guadazaón, Cardenete, Villar del Humo y Víllora que pertenecen al CRA Miguel de Cervantes, Chillarón de Cuenca que pertenecen al CRA Elena Fortún.
En el aspecto sanitario, poseen centro de salud los municipios de Landete y Talayuelas, mientras que en el resto de municipios hay pequeños consultorios médicos con horarios limitados. Las farmacias de la comarca se encuentran en las localidades de Aliaguilla, Cañada del Hoyo, Cañete, Carboneras de Guadazaón, Cardenete, Chillarón de Cuenca, Henarejos, Landete, Mira, Moya, Salvacañete, Santa Cruz de Moya, Talayuelas y Villar del Humo.
La Guardia Civil tiene cuarteles y puestos en varias localidades, hay cuarteles en Cañete, Carboneras de Guadazaón, Cardenete, Landete, Mira y Talayuelas.